# Dissepiment

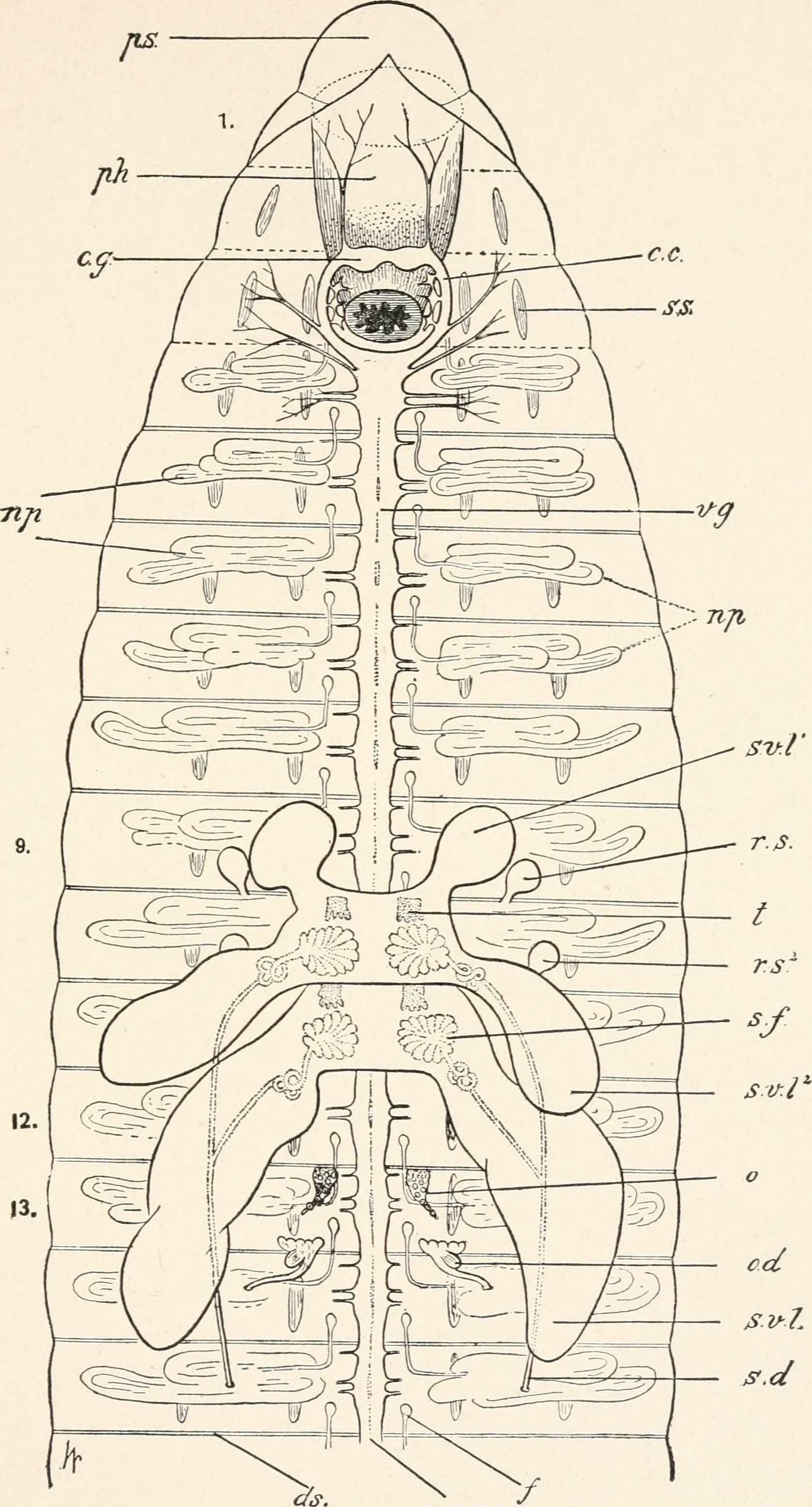
Dissepiment (ds) na anatomické kresbě žížaly

Dissepiment, případně dissepimentum (mn. č. dissepimenta) je označení pro přepážku či přehrádku. Používané je v anatomii a morfologii různých biologických oborů, v závislosti na kontextu se může lišit význam.

## Botanika
Dissepimentum neboli diafragma označuje blanitou přepážku placentárního původu typickou pro plody typu šešule a šešulka.

## Mykologie

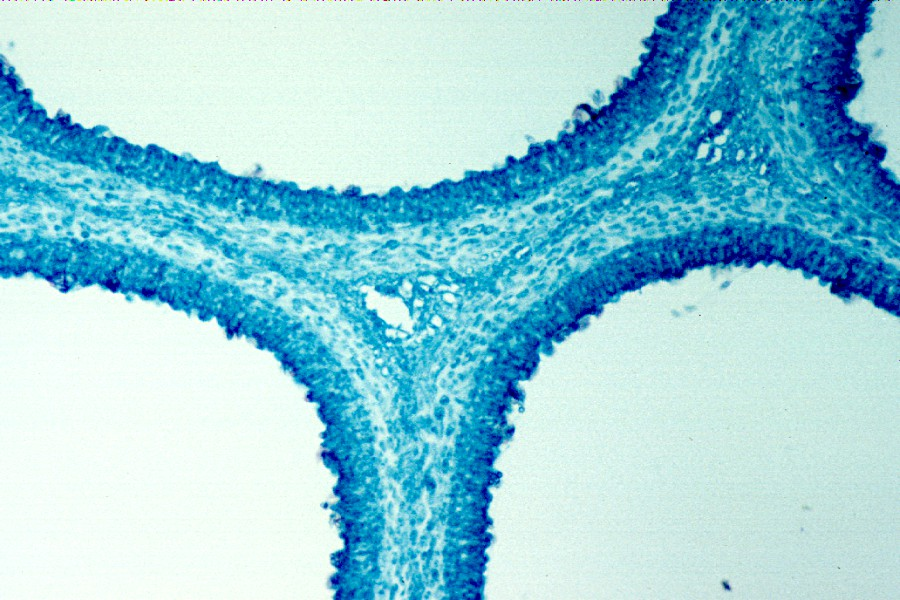
Mikroskopický snímek řezu dissepimentem hřibovité houby

Dissepimentum je označení stěny rourek u hub chorošovitých a hřibovitých. U hřibovitých bývají dissepimenta měkká, u chorošovitých pevná. Tvořena jsou pletivem zvaným roušková trama

## Zoologie
Dissepiment je blána rozdělující dva články (segmenty) u některých zástupců kroužkovců nebo rozděluje coelom (pravou neboli druhoutnou tělní dutinu) u ramenonožců.